# Джоно Ангелов
Джоно Ангелов Младенов е български лекар, офталмолог.

## Биография
Джоно Ангелов е роден в село Смоляновци, Монтанско. Учи във Фердинадската гимназия. Средно образование завършва в Берковската гимназия. Деен член на РМС.
Участва в Съпротивителното движение по време на Втората световна война. Ятак на партизаните от Монтанско. По време на военната си служба във Враца организира войнишка група, която се присъединява към партизаните. Партизанин и командир на чета в Партизански отряд „Христо Михайлов“, в която са предимно интернирани евреи в град Фердинанд. Между тях са Соня Бакиш, Ели Ешкенази, Шели Бенямин и др. 
След 9 септември 1944 г. завършва медицина и е първият български офталмолог. Работи в Министерството на народното здраве, главен лекар на Александровската болница. Доцент в Медицинския факултет на Софийския университет. Има над 20 авторски свидетелства. Заслужил рационализатор (1982), доктор на медицинските науки (1983) и заслужил изобретател (1988).  Почетен член на Българското дружество по офталмология (1995). 
Автор на мемоарната книга „Край жаравата на спомените“, 2010. 